# Lycaena pallida
Lycaena pallida är en fjärilsart som beskrevs av William Henry Miskin 1891. Lycaena pallida ingår i släktet Lycaena och familjen juvelvingar. Inga underarter finns listade i Catalogue of Life.